# Гардон (Арканзас)
Гардон (енгл. Gurdon) град је у америчкој савезној држави Арканзас.

## Демографија
По попису из 2010. године број становника је 2.212, што је 64 (-2,8%) становника мање него 2000. године.
| Група             | 2000.         | 2010.         |
| Белци             | 1.350 (59,3%) | 1.032 (46,7%) |
| Афроамериканци    | 814 (35,8%)   | 839 (37,9%)   |
| Азијати           | 1 (0,0%)      | 3 (0,1%)      |
| Хиспаноамериканци | 99 (4,3%)     | 317 (14,3%)   |
| Укупно            | 2.276         | 2.212         |